# ATC code A05
ATC code A05 درمان برای صفرا و کبد زیرگروهی درمانی از سیستم طبقه‌بندی شیمیایی درمانی آناتومیک است. این سیستمِ متشکل از کدهای حرفی‌عددی را سازمان جهانی بهداشت برای طبقه‌بندی داروها و سایر تولیدات پزشکی ایجاد کرده است. زیرگروه A05 جزوی از گروه آناتومیک A مجرای گوارش و متابولیسم است.

کدهای مورد استفاده در دامپزشکی (کدهای ATCvet) را می‌توان با گذاشتن حرف Q جلو کدهای انسانی ATC ایجاد کرد: مثلاً QA05. کدهای ATCvet که فاقد کدهای انسانی متناظر ATC هستند، در فهرست ذیل با حرف آغازین Q ذکر شده‌اند.
ممکن است نسخه‌های ملی از طبقه‌بندی ATC حاوی کدهای اضافه‌ای باشند که در این فهرست (نسخهٔ سازمان جهانی بهداشت) نیامده باشند.

## A05A درمان صفرا

### A05AA Bile acid preparations
A05AA01 چنوداوکسی کولیک اسید
A05AA02 اورسودوکسی کولیک
A05AA03 اسید کولیک
A05AA04 Obeticholic acid

### A05AB Preparations for biliary tract therapy
A05AB01 نیکوتینیل متیل‌آمید

### A05AX سایر داروها برای درمان صفرا
A05AX01 Piprozolin
A05AX02 Hymecromone
A05AX03 Cyclobutyrol
QA05AX90 Menbutone

## A05B درمان کبد، lipotropics

### A05BA درمان کبد
A05BA01 Arginine glutamate
A05BA03 Silymarin
A05BA04 Citiolone
A05BA05 Epomediol
A05BA06 Ornithine oxoglutarate
A05BA07 Tidiacic arginine
A05BA08 گلیسیرریزین (glycyrrhizin)
QA05BA90 متیونین

## A05C Drugs for bile therapy and lipotropics in combination
گروه خالی